# 日テレジータス
日テレジータス（にっテレジータス）は、日本テレビ放送網が提供するスポーツ専門チャンネル。番組供給（実運営）はかつて日本テレビが担当していたが、2021年4月1日からはCS日本（CS日テレ）が担当している。

## 概要
スカパー!プレミアムサービス やスカパー!（東経110度CS放送）、および各地のケーブルテレビなどに加入すると視聴できる。
日本テレビではおなじみの読売ジャイアンツ（巨人）のプロ野球中継を初め、格闘技やサッカー、モータースポーツ等の各種スポーツの中継や、その関連番組で構成されている。このため、スカパー!では「プロ野球セット」や「プロレス・格闘技セット」のラインナップに組み込まれている（前者はスカパー!プレミアムサービスも含む）。また、上記の他に、読売新聞社によるニュースや教養番組も放送されていたが、2012年3月いっぱいで全て終了となった（詳しくは後述）。
原則として毎日5時を基点とする24時間放送である。ただし、巨人戦のナイター中継日は延長による番組の繰り下げが生じる場合に備え、27時（翌日3時）から2時間の放送休止時間が設定されていた が、2014年からは野球中継が実施される日も放送休止を原則として設けず、3時-5時は「ジャイアンツタイムマシーン」を基本としつつ、試合の延長が発生した場合フィラー番組を放送することで24時間放送を維持することになった。

### チャンネル名の変遷など
2002年3月1日に「G+ SPORTS & NEWS」（ジータス・スポーツアンドニュース）の名称で放送を開始。ロゴマークは「G」の「I」の部分に「+」が入った。名称は開局前年の2001年までNNN24（現・日テレNEWS24）で放送されていた巨人戦の完全中継と、日本テレビの豊富なスポーツコンテンツ、そして読売新聞社提供のニュースを組み合わせて放送するチャンネルという意味合いを込めている。
放送開始当初は、プラット・ワン（現・スカパー!（東経110度CS放送））のみ放送していたが、同社のスカイパーフェクト・コミュニケーションズとの合併（のちのスカパーJSAT）により、スカパー!での放送も始まった。2004年2月18日よりサービス放送が開始され、同年3月1日より有料放送が開始。スカパー!プレミアムサービスでは、従来日テレNEWS24とのセット加入となっていたが、2008年11月に廃止された。
2006年3月1日より「日テレG+」に名称を変更。ロゴマークは大きな変更はないが、「SPORTS & NEWS」の部分がなくなった。同年5月に、視聴可能世帯数が500万を突破した。さらに2008年3月には600万世帯を超えた。
2010年3月1日午前6時、スカパー!HD（現・スカパー!プレミアムサービス）にてハイビジョン放送「日テレG+ HD」開始。同時にスカパー!e2（現・スカパー!）での放送がハイビジョン化された。
2013年6月30日にスカパー!プレミアムサービス光にて、2014年5月31日にスカパー!プレミアムサービスにて標準画質放送が終了し、HD放送に完全移行した。
2015年3月1日より「日テレジータス」に名称を変更。
2016年12月1日より、スカパー!プレミアムサービスの衛星一般放送事業者が、同プラットフォームの全チャンネル一斉にスカパー・ブロードキャスティングからスカパー・エンターテイメントに変更。
2018年秋ごろ、スカパー!においてスロット数を12に縮小（ハイビジョン放送は維持）。
2021年4月1日、日本テレビグループのCSチャンネル運営を一元化すべく、運営（番組供給）事業者を日本テレビからスカパー!の衛星基幹放送事業者と同じCS日本に変更。これに伴いスカパー!ではCS日本の直営放送に移行。
2022年4月1日、スカパー!（プレミアムサービス含む）において同日以降の新規契約より、日テレNEWS24・日テレプラス ドラマ・アニメ・音楽ライブとの3チャンネルセット契約に移行（税込み1100円）。

## 主な番組
前述した通り、2012年3月までは読売新聞社が制作する番組も放送されており、その時間帯は「ニュース・カルチャータイム」と名付けられていた（同社が関与しない、同様のジャンルの番組もあった）。時間は毎日、9:00 - 12:30、16:00 - 17:00、22:00 - 23:00。
「ニュース・カルチャータイム」の番組は事実上日テレNEWS24へ一本化されて消滅し、同年4月以降は日本テレビ制作のスポーツ関連のコンテンツに特化している。

### スポーツ

#### プロ野球
- DRAMATIC BASEBALL
読売ジャイアンツ主催試合を、全試合開始前から試合終了後のヒーローインタビュー迄完全生中継する。（東京ドーム開催の場合、試合開始15分前迄、「GIANTSプレゲームショー」放送の為、試合開始15分前から試合終了後のヒーローインタビュー迄完全生中継する。）[注 3]。
ビジターゲームも、読売テレビ制作の阪神タイガース戦（1試合は日本テレビ系列全国ネット・他の試合は関西ローカルで放送）3試合前後を、広島テレビ制作の広島東洋カープ戦（1試合は日本テレビとの2局ネット[注 4]・他の試合は広島県ローカルで放送、日本テレビも制作に参加）3試合を何れも地元局から供給を受けて放送する[注 5]。また、日本シリーズも読売ジャイアンツまたは読売ジャイアンツ以外の他球団が出場かつ日本テレビ系列局[注 6] が放映権を獲得した試合を地上波同時放送を行う。
日テレプラス ドラマ・アニメ・音楽ライブと日テレNEWS24のいずれかがパ・リーグ球団制作中継（前者は2012年のソフトバンク・2013 - 2014年の楽天、後者は2018年以降のロッテ）の放映権を獲得した年度には、当該球団と巨人のビジターゲームがセ・パ交流戦で組まれた年度に、日本テレビが独自の実況を制作して日テレジータスでも放送することがある（2014年の楽天対巨人ではミヤギテレビとの同時ネットも実施）。
2009年からは、当日深夜（原則23時から翌朝3時）、加えて2018年からは、翌日早朝（5時から9時）に、それぞれ撮って出しの録画放送を行うようになった（巨人主管試合のみ）[注 7]。
2019年からは、DAZNへのインターネット配信も担当する（巨人主管試合のみ）[4]。
千葉ロッテマリーンズ主催試合の中継は原則として、日テレNEWS24にて放送するため、本チャンネルにて放送することはないが、2022年4月10日開催の対オリックス・バファローズ戦において、投手の佐々木朗希が完全試合を達成したことを受けて、同月25日に本チャンネルにて1994年5月18日開催の対広島東洋カープ戦で投手の槙原寛己が完全試合を達成した巨人戦中継と共に再放送を行った[5][6]。
- GIANTS IN 東京ドーム
過去に東京ドームで行なわれた巨人主催試合の名場面を、1年 - 3年のくくりで紹介して振り返る10分番組。主に巨人戦中継の終了が早まった場合の穴埋め番組として放映される。
2010年度からは画面比16:9のワイドサイズで製作されるようになったため、それ以前に製作・放映された4:3映像のものに関しては、画面左右にピラーボックスを挿入。
下記に記載の通り、2015年からは巨人の東京ドーム主催試合開催日に限り「（先出し）GIANTSポストゲームショー」を放送するため、原則として本番組は地方球場主催試合やビジターゲーム（大方は阪神・広島戦）、もしくは巨人二軍主催試合開催日のみの放送となる。なお、新型コロナウイルス感染拡大の影響で、2020年度のプロ野球開幕が延期された事から、本来の野球中継（生放送・リピート放送）放送時間帯に、枠の穴埋めとして放送されている他、同年6月19日のペナントレース開幕後も巨人の東京ドーム主催試合開催時でも、「ポストゲームショー（「先出し」含む）」が休止状態の為、中継終了後にEPG上の放送終了時間まで放送される。2021年度は、首都圏開催の試合開始時間の繰り上げと試合の延長無しが決まった[7] 事と前年度同様『ポストゲームショー』の放送が無い事から、前年度と同じ対応となったが、2022年以降も、『（先出し）ポストゲームショー』は放送されず、EPG上の放送時間まで、放送される。
- 巨人練習中「直生」
東京ドームでナイトゲーム（ナイター）で行われる日のみ、14時30分から巨人の練習の模様を生中継する。当日のゲームを担当するアナウンサーの実況と共に、ゲームの見どころを解説する。
番組自体は日本テレビが出資している東京ケーブルネットワーク（TCN）が制作しており、テロップも同社仕様のものが使用されている。また、ゲーム中継のハイビジョン化後もしばらくは画面比4:3の標準画質放送であった。
「日本テレビスポーツのテーマ」がオープニングテーマとして使用されている。
なお、毎年2月のキャンプ期間中に放送される『ジャイアンツキャンプ中継』もほぼ同様の体裁で制作されている。
- ジャイアンツ プレ&ポストゲームショー（2015年から）
巨人東京ドーム主催試合開催日のみ。
  - 新型コロナウイルス感染拡大の影響により、2020年度から、「ポストゲームショー」（「先出し」含む）は、休止状態である。
2023年からは、「プレゲームショー」が15分に短縮され、EPG上は野球中継本編に内包の形となる。
- イースタン・リーグ中継
ジャイアンツ球場などで行われる、巨人二軍の試合を生中継。[注 8]
- ズムサタ プロ野球熱ケツ情報→シューイチ アスリート熱ケツ情報
日本テレビ系列で放送されている『ズームイン!!サタデー』→『シューイチ（土曜版）』のワンコーナー『プロ野球熱ケツ情報』→『アスリート熱ケツ情報』の総集編。
放映は地上波放送の2週分をまとめたもので、『ズムサタ』→『シューイチ』本放送ではカットされた未公開シーンなどが追加されているため俗称として『プロ野球熱ケツ情報ディレクターズカット版』『プロ野球熱ケツ情報完全版』として位置づけられている。
- ジャイアンツヴィンテージ
日本テレビ開局当初の映像資料の残っているものから、V9時代などの名場面を放送。
- ジャイアンツタイムマシーン
上記「ヴィンテージ」の姉妹版で、こちらは1980年代から1990年代の巨人をシーズンごとに振り返る番組。2011年は新企画として対戦カード別の名勝負集（セ・リーグ他の5球団と対戦したもの）が放送された。
- 巨人軍設立90周年記念企画「あなたが選ぶ巨人軍ベストゲーム」
2024年の読売ジャイアンツ創立90周年を記念し、過去に行われた巨人戦の中から、2023年末の第1弾・2024年2月の第2弾とに分けてノミネートされた中から視聴者投票を行い、その上位票に選ばれた試合を取り上げ、当事者のインタビューを交えて、ノーカットで試合を振り返る。
- ジャイアンツフラッシュバック
当該年度の年末・年始に放送。そのシーズンにおいての名勝負・名場面の様々を取り上げる。
- 徳光和夫の週刊ジャイアンツ
巨人関連の情報番組。
- ジャイアンツファンフェスタ中継
毎年11月23日（勤労感謝の日）に東京ドームで行われるファン感謝デーを中継。
- サントリー・ドリームマッチ
例年8月（2020年は中止、2021年は5月に実施）に東京ドームで行われる、NPB歴代OB選手によるチャリティーエキシビションマッチ。2016年より生中継。

#### プロレス・格闘技
- プロレス激闘の記憶
「プロレスクラシック」のリニューアル版。かつての「プロレスクラシック」の枠で放送していた対象である『全日本プロレス中継』に加え、『プロレスリング・ノア中継』で放送した試合についても名勝負をピックアップして放送する。
- プロレスクラシック〜伝承〜
- 至高の昭和プロレス名勝負列伝
日本プロレス中継（三菱ダイヤモンドアワー　プロレスリング中継）から力道山、ジャイアント馬場、大木金太郎、アントニオ猪木の試合を中心に放送する。
- レスリング中継
主にレスリング世界選手権、全日本レスリング選手権大会を中継。

#### サッカー
- リベルタドーレスカップ
- コパ・スダメリカーナ
- 全国高校サッカー選手権大会
各地区・各県の予選も決勝大会のみ放送。
- MUTV

#### モータースポーツ
- MotoGP
生中継の他に、後日編集版の再放送が行われる。
MotoGP アーカイブセレクションという形で、過去のWGP、MotoGPの編集版も放映される。

#### アメリカンフットボール
- NFL on 日テレG+
- NFL倶楽部
- NFL Game Day
NFLのドキュメンタリー番組。
- NFLアーカイブ on G+
かつての名試合を再編集して放送。
- NCAAカレッジフットボール
- 全米王座決定戦 CFP Championship

#### 陸上競技
- 箱根駅伝
時差放送[注 9]。開催に先立ち、予選会や事前番組などが、3月にはハイライト番組も放送。
- 全日本大学女子駅伝
- 東京マラソン
フジテレビと交代で中継を担当。
BS日テレでも、当日21時から3時間のハイライト番組を五輪・世界選手権選考会のレースを中心に放送。
2022年3月開催分と2024年3月開催分は、G＋では、車いすの部を生中継で放送した。
- 関東インカレ（ハイライト・「箱根駅伝」予選会におけるポイントが与えられる。）
- 防府読売マラソン
2009年より中継。BS日テレからの移行。地上波は西日本ブロックネット。

#### スポ根アニメ
- 巨人の星（HDリマスター版）
- アタックNo.1

#### その他
- ゴルフ中継
日本テレビ系列局に中継権があるゴルフ中継を放送。

## 過去の番組

### スポーツ
『速報!!デジナマ巨人』と『横浜国際女子駅伝』を除き、読売新聞東京本社制作の番組（「ニュース&カルチャー」枠内で放送）。

#### 野球
- 速報!!デジナマ巨人（2006年まで）
ホームゲーム開催日に放送していた番組。BS日テレのディレイ（CSでは16:9レターボックスで放送）
- ジャイアンツてれび→ジャイアンツ先生
親子向けの番組で、野球の面白さや巨人についてレクチャーする。
- ジャイアンツ広場
巨人選手によるチビッ子野球教室やファンサービス、ファーム情報などを提供。
- われらG党（2011年春からの1年間）
『ジャイアンツ広場』の上記のコーナーや、歴代OBへのインタビュー、過去の名勝負の歴史などを紹介するミニコーナーで構成。
- 東京六大学野球中継
2007年春から2008年秋まで、リーグ全試合を中継。2009年春以降はsky・A sports+（朝日放送系列）に移行。

#### プロレス・格闘技
- NOAH di コロッセオ
NOAH中継にインタビュー部分をつけて再放送。2015年3月を以て終了。
- 独占NOAH情報
日本テレビプロレス班に所属するアナウンサーが3人ランダムに登場し、シリーズを振り返りながらお勧めの試合などをピックアップ。
- プロレスクラシック
かつて『全日本プロレス中継』・『日本プロレス中継』で放送された中から名勝負をピックアップして再放送。
内容は月一回更新で、2009年7月以降は奇数月に新作、偶数月にアンコールを送る。2009年3月までは全て新作だったが、同4月から6月まではアンコールのみだった。
- プロレスリング・セムスペシャル
試合から1か月から2か月後、『プロレスクラシック』枠で放送。
- 究極格闘技UFC
総合格闘技の本家・UFCの注目試合を紹介する。解説はノア中継解説者の高山善廣。
- “衝撃!”アメリカンプロレス『TNA』
2013年1月より放送開始。この関係で2014年3月2日のWRESTLE-1との交流戦はG+での生放送となった。
- 劇闘!? 西口プロレス
2011年11月放送開始。新宿FACEでの西口プロレス興行を中継。実況、解説にはテロップが付けられる。当初は90分番組だったが後に120分に拡大、2015年3月を以て定期放送が終了。その後は散発的な放送となった[8]。
- プロレスリング・ノアSP
日本テレビが中継権を持つ、プロレスリング・ノアのビックマッチを中継。
巨人戦やMotoGPの生中継がある日は深夜の録画放送だが、それ以外は生中継となる。日テレのNOAH中継撤退後も一時期放送されていた。
- ネクストNOAH
NOAH情報番組。
- ダイナミックグローブスペシャル
帝拳プロモーションが主催し、日本テレビ及び報知新聞社が協賛する後楽園ホールの興行を生放送もしくは録画で完全中継。
- REAL SPIRITS
BS日テレで放送された真正プロモーションが主催する神戸市立中央体育館の興行を時差録画中継。
- ボクシング激闘列伝（2011年まではボクシングお宝名勝負）
日本テレビに保管されている過去の名勝負をピックアップして放送。
- G+ダイナミック+
ワールドプレミアムボクシングとして地上波で放送された世界戦の再編集放送。

#### サッカー
- FIFAクラブワールドカップ本大会（2022年大会まで）・各大陸代表決定戦
  - AFCチャンピオンズリーグ（2013年 - 2020年）
日テレNEWS24[注 10] やBS日テレ・地上波と分担して放送。

UEFA・OFCを除く。

#### その他スポーツ
- NASCAR・カップシリーズ
2019シーズンまで放映。
- NFLチアの世界
本場で活躍する日本人チアリーダーのドキュメント。
- ボウリング革命 P★League（BS日テレ制作）
2023年5月末をもって日テレG＋での放送を終了し、CSでの放送はスカイAに移行した。
- 横浜国際女子駅伝（2009年をもって終了）
- ハシホン!スポーツ秘話
- 特選!Jリーグウィニングマッチ
日本テレビが経営に関わっていた時代のヴェルディ川崎（現：東京ヴェルディ）のJリーグ黎明期の試合や、過去のリーグ戦の優勝決定試合（2シーズン制の場合はそのステージの優勝決定試合、及びサントリーチャンピオンシップ）、Jリーグカップ決勝戦が中心。
2010年3月には新作として「鹿島アントラーズの3連覇」を題材に、アントラーズ現役選手が2007年から2009年のJ1リーグ史上最多・3年連続年間優勝達成を決めた試合の模様を自ら解説する番組が製作・放送された。
- IAAFダイヤモンドリーグ（2015シーズン～2019シーズン）
- バレーボール・ワールドグランドチャンピオンズカップ
- ジャパン・プロフェッショナル・バスケットボールリーグ

### ニュース・情報番組
- 小町テレビ
TOKYO MXでも放送。
- 読売ニュースナビ
- どれどれトーク
話題の人の素顔を探るインタビュー番組。
- Do!カルチャー
読売・日本テレビ文化センターの講座紹介。
- 読響名曲の散歩道
BS日テレで月一回放送されている『読響Symphonic Live 深夜の音楽会』の傑作選。読売日本交響楽団のクラシック楽曲を送る。
- 読売スペシャル
読売主催のシンポジウム、フォーラムの模様を放送。
- 医療ルネサンス
読売新聞朝刊連載の同名医療関連記事のテレビ版。
- 青森探偵A
- マゴマゴタイムズ
- 橋本五郎流
- とことん!歴史館
- 言い得て妙
- シネマの小箱

## その他の特記事項
読売新聞（朝刊）の第2テレビ・ラジオ面には日テレプラス ドラマ・アニメ・音楽ライブ（通称：日テレプラス）や「日テレNEWS24」と共に番組表が掲載されている。なお「日テレプラス ドラマ・アニメ・音楽ライブ」 は、かつて当チャンネルに続いてプロ野球中継に参入していた（2012年は福岡ソフトバンク、2013年は楽天の各主催全ゲームを担当）。
2011年3月11日に東日本大震災が発生した折には、読売新聞社が震災報道に重きを置くため、3月15日以後「ニュース&カルチャー」枠の全番組（通販番組を除く）を一時休止し、該当する時間は『GIANTS in 東京ドーム』で穴埋めされていた。3月25日ごろから徐々に通常編成に戻っていったが、中には同年3月末での番組終了が決まっていた『青森探偵A』をはじめ、放送が再開されずに打ち切られた番組も数本あった。
日本テレビが保有する他の衛星放送チャンネルでは、2014年4月までに、チャンネルロゴが地上波仕様のものに変更されたが、当チャンネルのロゴは、「日テレ」が入っていない為、変更されず、引き続き使用される。ただし、地上波仕様に準じた「日テレG+」→「日テレジータス」ロゴも別途製作され、公式ウェブサイトなどで使われている。なお、チャンネルロゴ表示は、長らく「G+」が使われていたが、2020年3月頃から、「日テレジータス」に変更され、受像機のアイコンも「G+」から、「日テレG+（改行）ジータス」に変更された。
2009年に三沢光晴が没して以降、忌月となる6月はプロレス中心のプログラムになり毎年三沢光晴特集が組まれる他、ドキュメントや当時放送された追悼特番の再放送等関連番組を毎年放送している。